# Pédagogie du français
Pour des articles plus généraux, voir Enseignement du français et [[:Pédagogie des langues (en)]].

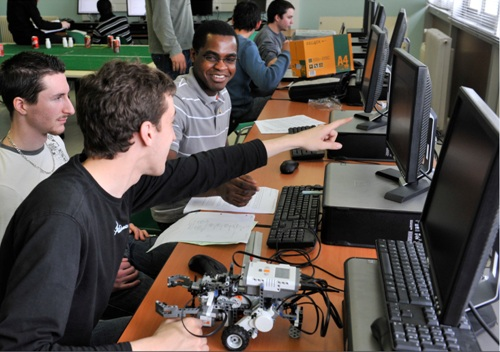
On parle de pédagogie du français comme terme générique. Pourtant ici, il s'agit le plus souvent d'adultes et/ou de jeunes. On peut également se référer à l'andragogie mais ce terme n'est pas non plus satisfaisant puisque étymologiquement, il désignerait les hommes uniquement.

La pédagogie du français est la manière de transmettre la langue française. C'est la façon dont on envisage l'enseignement/apprentissage du français selon les apprenants (enfants, adolescents, adultes francophones ou étrangers), le contexte d'enseignement (public, privé, centre pour adulte, association...) et la méthodologie déployée pour s'adapter à chacun de ces paramètres.
En France, on emploie plus fréquemment le terme de didactique du français pour recouvrir tout le champ des questions soulevées par l'enseignement-apprentissage du français, notamment dans la formation des adultes.

## Définition
Si l’on se limite à l’acceptation étymologique : la pédagogie ne concernerait que les enfants, le terme est emprunté au latin paedagogus, lui-même du grec paidagogos « esclave chargé de conduire des enfants à l’école » et de « précepteur » ; au sens propre de « qui conduit les enfants », aujourd'hui, le terme est à l’origine de nombreux syntagmes (psychopédagogie), d'abord employé pour "instruction, éducation concrète des enfants" pédagogie désigne, aujourd’hui la science de l'éducation des jeunes et l'ensemble des méthodes qu'elle met en œuvre. "Dans la vie quotidienne, la pédagogie est la caractéristique de celui qui est pédagogue, qu'il soit enseignant institutionnel ou pas"
Pour les adultes, on évoque l’andragogie (oubliant qu’étymologiquement, là encore, on se limite à un public masculin), Andro est le premier élément de mots savants qui vient du grec : andros homme par opposition à la femme.
Il s'agit finalement de nommer l'enseignement/apprentissage du français selon qu'il s'agit d'adultes ou d'enfants mais également en fonction de leur rapport avec la langue (orale et écrite).
Pour ce faire, il existe désormais nombre de champs d'application de cette formation.

## Champs d'application
En 1952, le CREDIF réalise le français fondamental, vocabulaire et grammaire d'initiation au français langue étrangère en 1954 sous la direction de G. Gougenheim, A. Sauvageot et R. Michéa, assistés par P. Rivenc. Ce travail est fondé sur les résultats d'enquêtes statistiques effectuées d'abord (et pour la première fois dans le monde) sur des discours parlés recueillis en situation à l'aide de magnétophones, ceci a permis d'établir une liste de fréquence du vocabulaire général le plus usuel, ainsi que des termes grammaticaux et de quelques structures syntaxiques très employées dans les échanges oraux. Le français fondamental fut la première tentative d'exploration scientifique de la communication parlée, objet devenu banal, mais dont la première représentation objective suscita des réactions parfois violentes. Les enquêtes jetaient les premières lueurs sur une grammaire de la parole débarrassée des préjugés normatifs, à l'encontre des linguistiques structuralistes dominantes à l'époque. Le français fondamental a facilité la création et le développement de méthodologies nouvelles, exploitant les TICE. (cf. plus bas, les méthodologies). Désormais, en France, il existe de nombreux dispositifs de cours de français pour migrants adultes. Les dispositifs varient fréquemment en fonction des statuts des personnes. Voir à ce sujet le Contrat d'accueil et d'intégration (CAI). Le français qu'on y enseigne est fonctionnel, communicatif. 
Plusieurs catégories d'organisation de la formation sont aujourd'hui envisagées, on distingue l'enseignement du français aux adultes selon qu'il s'agit d'une formation en milieu homoglotte ou non on parlera de FLI ou de FLE, on citera les actions suivantes :

### Français langue maternelle
La didactique du français langue maternelle (FLM) est une discipline à part entière, elle veut répondre directement aux besoins des élèves du système scolaire français et dépend des sciences de l'éducation. Lorsqu'il s'agit d'enseigner le français (principalement écrit) à des adultes dits illettrés, l'approche est bien différente. Si l'Agence nationale de lutte contre l'illettrisme (ANLCI) utilise ce terme, il s'avère que dans le champ de la recherche, on lui préfère celui de littératie.  

### Français langue étrangère
La didactique du français langue étrangère (FLE) désigne l'enseignement du français à des personnes non francophones, jusqu'à présent, les personnes étrangères en situation d'analphabétisme ne relevaient pas de ce champ, ils ont été, vers les années 2000 pris en compte par l'université au titre de la didactique du FLS, "La question de la désignation exacte de ce que représente le français en tant que langue étrangère se complique lorsque l’on envisage la situation de personnes qui résident sur le sol français depuis plusieurs années". On parle alors de FLS (Français Langue Seconde) ou FLSH (Français Langue Seconde Hôte), puis, plus récemment au titre du FLI (cf. plus bas).

### Français langue seconde
Désormais, on évoque le français langue seconde (FLS) comme le français parlé à l’étranger, notamment dans les anciennes colonies. Le français y est souvent la langue d’enseignement. 

### Français langue d'intégration/insertion
Le français langue d'intégration ou français langue d'insertion (FLI) est un concept nouveau, né de la volonté de désigner autrement que par FLS, l'enseignement du français aux adultes migrants en milieu homoglotte et en immersion. Dans la première option, la conception de ce champ se réalise du point de vue d'une politique d'intégration. Dans la seconde acceptation, il s'agit de définir un nouveau champ de recherche relatif à la formation linguistique des adultes migrants en contexte.

### Français sur objectif spécifique
On parle de français sur objectif spécifique (FOS) lorsqu'on est face à une demande de formation, qui émane du terrain (institution, université, entreprise), qui est destiné à un public précis, clairement identifié, et qui a un lien direct avec un objectif de sortie. On peut également parler de Français instrumental. Le français sur objectifs spécifiques est né de la volonté d'adapter l'enseignement du FLE à des publics adultes souhaitant acquérir ou perfectionner des compétences en français pour une activité professionnelle ou des études supérieures. Le FOS s'inscrit dans une démarche fonctionnelle d'enseignement et d'apprentissage : l'objectif de la formation linguistique n'est pas uniquement la maitrise de la langue, mais l'accès à des savoir-faire langagiers dans des situations de communication professionnelle. Il s'est développé en Amérique latine dans les années 1970 sous le terme de français instrumental, visant prioritairement le public étudiant ayant à développer une compétence de lecture de textes spécialisés. À cette même époque, en France, des programmes de français de spécialité se sont développés dans les établissements scientifiques, les cours de langue étant construits sur mesure. Le Fos se caractérise par deux paramètres essentiels : des objectifs d'apprentissage très précis et des délais de mise en œuvre limités. Ceci induit une démarche didactique spécifique : analyse des besoins en fonction des situations de communications probables avant toute construction de programme d'enseignement.

### Français langue professionnelle
Le français langue professionnelle (FLP) ou français à visée professionnelle (FVP) est plus récent que le FOS et s'inscrit dans une perspective plus transversale, la formation se réalise avec une entrée par métiers, il n'est pas possible de former des groupes par niveaux de langue. Parfois, le seul point commun aux stagiaires est d'avoir été identifiés par leur entreprise pour suivre une formation linguistique.

### Français sur objectif universitaire
Le français sur objectif universitaire (FOU) vise à préparer des étudiants étrangers à suivre des études dans des pays francophones.

## Méthodologies
Les différents champs de l'enseignement du français impliquent nécessairement des approches méthodologiques différentes. Selon les époques, les enjeux et les situations formatives, les méthodologies ont été variées, ainsi par exemple, dès le XVIe siècle, la méthodologie traditionnelle basée sur l'écrit et des activités de lecture et traduction prend une large part dans la formation du français à l'étranger, les explications transitent par le latin.   
La méthodologie directe vient bouleverser cette approche au tout début du XXe siècle, l'objectif de l'enseignement du français est bien sa maîtrise en communication, l'usage de la langue maternelle est interdit. La méthode directe, se caractérise par le refus de la traduction. On place l'apprenant dans « un bain de langue » Avec la Seconde Guerre mondiale, l'armée a besoin de travailler rapidement les langues, on crée la méthodologie audio-orale sur la base des travaux du linguiste Bloomfield et du psychologue Skinner, la langue étant considérée comme un comportement, on conditionne l'apprentissage par des automatismes : stimulus, réponse, renforcement.   
Dans les années 1960, 1970, avec les technologies nouvelles, notamment celle de l'image, on crée la méthodologie audiovisuelle, les personnes travaillent sur des exercices structuraux, on reste dans l'automatisme.   
En 1980, Robert Galisson bouleverse  la didactique du français et des langues étrangères plus généralement avec le fonctionnalisme, on apprend la langue pour faire quelque chose, la méthodologie est donc modulaire, les documents utilisés sont authentiques, on brise la linéarité.   
Avec l'approche communicative, on adapte les besoins langagiers aux apprenants, la langue est envisagée comme instrument de communication, la compétence linguistique n'est qu'une des composantes de la compétence de communication. Dans les années 1970, en réaction contre le monolithisme des méthodes structuro-globales audio-visuelles (SGAV), émerge l'approche communicative, les supports d'apprentissage sont autant que possible des documents authentiques et les activités d'expression (simulation, jeux de rôles, etc.) ou de compréhension se rapprochent de la réalité de la communication". La compétence culturelle prend une large part, c'est la naissance de la didactologie des langues-cultures.  
À partir de 2001, le Conseil de l’Europe prend une large part dans l'influence sur la didactique du français. Le Cadre Européen Commun de Référence (CECR) donne le ton. On s'intéresse aux tâches langagières et non langagières dans le cadre d'un projet plus global d'interculturalité, de mobilité linguistique, de plurilinguisme.   
Aujourd'hui, l'influence du Conseil de l'Europe est considérable dans la formation en France et à tous les niveaux, l'approche par compétences (ACP) prend une part importante sur les approches méthodologiques. "L'approche par compétence n'est pas propre aux enseignements de langue. Née dans le domaine professionnel, elle tend à se répandre dans l'enseignement général : on y postule que la finalité principale de l'éducation est de former les apprenants à mobiliser leurs savoirs à bon escient et à les relier aux situations dans lesquelles ceux-ci permettent d'agir (...) cette vision via une approche actionnelle de l'éducation, est centrale dans le Cadre Européen Commun de Référence. Elle a été adoptée comme principe organisateur de certains systèmes éducatifs et sert de point de départ aux réflexions européennes sur l'éducation". C'est ainsi que l'on constate que l'enseignement universitaire, autant que la formation professionnelle, est affecté par l'approche par compétences dans une optique d'adaptation aux mutations économiques et de flexibilité dans une optique libérale. L'approche actionnelle est influencée par l'approche par compétences, l'approche par tâches, l'approche communicative.

## Didactologie des langues et des cultures
La création de ce terme par Robert Galisson (en 1986) est motivé par le fait que la phase descriptive de la didactique ne peut se faire sans la mise en place d'un cadre d'analyse constitué de catégories abstraites (descripteurs), si on admet l'existence de didactiques spécifiques (FLE, FLM, FLS) il faut un cadre descripteur commun à ces didactiques pour pouvoir en dégager les caractéristiques transversales et spécifiques. Le schéma de Robert Galisson « Appareil conceptuel/matriciel de référence pour la D/DLC »  les composantes de la situation de formation (« catégories et sous-catégories éducatives »), à savoir milieu instituant (société), milieu institué (école), objet (langue et culture), agent (enseignant), groupe (groupe-classe), sujet (apprenant). À l’intérieur de chaque catégorie et sous-catégorie, une série de paramètres (axiologiques, sociologiques, politiques, économiques) aident le didactologue/didacticien en formation à se repérer et à y repérer des convergences, à comprendre et à intervenir. A titre d'exemple, on peut citer l'ouvrage de S. Etienne ; créer des parcours pour le niveau A1.1 qui envisage la formation dans toutes les dimensions citées précédemment. Des « modes opératoires » contribuent à ce que le didactologue/didacticien construise une méthode d’analyse et d’intervention rigoureuse différenciant toujours les perspectives « didactologique ou théorique », « didactographique ou praxéographique » et « didactique ou pratique ».